# Interfaz V5
Interfaz V5 es una familia de protocolos de red telefónica definida por ETSI que permite las comunicaciones entre la central telefónica, también conocida como Central Local (CL o EL, en inglés), y el bucle de abonado. Con potencialmente miles de abonados conectados a la CL, existe el problema de administrar físicamente miles de cables de los abonados locales (y los costos asociados con ello). Antes de la especificación de V5 los fabricantes de equipos de conmutación tenían soluciones propietarias al problema. Estas soluciones no eran compatibles entre distintos fabricantes y significaba atarse a un único fabricante en cada central.
V5 proporciona un conjunto de protocolos estándar desde el abonado a la CL. La red de acceso (AN) se definió como un punto de referencia. La señalización entre este punto y la CL se ha normalizado y por lo tanto permite una solución de proveedores múltiples. Esto ha dado lugar a un único enlace (o en el caso de V5.2 varios enlaces) entre la red de acceso y la CL, reduciendo la necesidad de muchas líneas a lo largo de este punto (o más probablemente sin necesidad de una solución propietaria para administrar un único enlace). El enlace final al bucle de abonado sigue siendo el mismo con señalización digital (RDSI) y analógica para telefonía básica (también conocido como POTS o RTB en la industria).
Los protocolos se basan en el principio de la señalización de canal común, basados en mensajes de señalización en el que para todos los abonados se utiliza el mismo canal de señalización, en lugar de diferentes canales.
V5 se presenta en dos formas:
- V5.1 (ETS 300 324 - 1), en el que existe una correspondencia de 1 a 1 entre las líneas de abonado y portador de canales en el enlace agregado para el intercambio. Una interfaz V5.1 se refiere a un único agregado E1 (2 Mbit/s) enlace entre un multiplexor y una central.
- V5.2 (ETS 300 347 - 1) que prevé la concentración donde no hay suficiente portador canales en el conjunto de enlaces para dar cabida a todos los abonados al mismo tiempo. Una única interfaz V5.2 puede controlar hasta 16 tramas E1 a la vez y puede incluir la protección de los canales de señalización.

## Los protocolos de nivel 3
- Protocolo de Control. Para control de la configuración y la administración básica del enlace V5 desde la red de acceso (AN) a la Central Local (CL).
- Protocolo de RTC (PSTN). Traduce las señales analógicas de POTS a un formato digital para la transferencia de AN a la CL. (descuelgue, marcación de los dígitos, descolgado, etc.).
- Protocolo BCC. En V5.2 cualquier canal podría asignarse a la llamada, este Protocolo se le asigna la tarea de administrar la asignación de canales para una llamada. (Sólo en v5.2)
- Protocolo de control de enlace. Para administrar hasta 16 enlaces de un E1. Controla el estado de los enlaces (es decir, en servicio/fuera de servicio).
- Protocolo de protección. Usado en V5.2; Este protocolo se duplica en dos o más canales en dos o más enlaces y proporciona servicio instantáneo en el caso de fallo.

V5.1 sólo admite los protocolos de control, RTB y RDSI. V5.2 también admite protocolos de BCC, el control de enlace y la protección.
Protocolos de nivel 3 de V5 son transportados en un protocolo de nivel 2, llamado LAPV5, una variación de la LAP-D o procedimientos de acceso de enlace, canal D capa de transporte de ISDN (RDSI).
V5 es una pila de protocolos que controla las rutas de acceso de conmutación de circuitos.

## Acontecimientos posteriores
Porciones de V5 fueron reutilizadas para un nuevo servicio conocido como servicio de entrega de multimedia de banda estrecha (o NMDS). En particular, el Protocolo de RTB fue reutilizado y combinado con ISDN (RDSI) para proporcionar un servicio al abonado. Esto permitió una conexión digital a la casa de los abonados y la reutilización de teléfonos analógicos a través de la conexión digital. El punto de referencia de la AN fue reemplazado por un NTE como ISDN (RDSI). Este NTE logró un servicio analógico y un servicio de ISDN (RDSI) de acceso básico a los abonados en casa.